# 佐藤太一 (アソビ起業家)
佐藤 太一（さとう たいち）は、日本の実業家。プレイライフ株式会社の代表取締役CEO。29歳コンサル時代に1ヶ月520時間働づめた結果、早く楽になりたいと思うほど意識が朦朧とし、電車に飛び込みかけた。その際に見た人生の走馬燈が子供の頃の秘密基地や、川を渡るために仲間と作ったいかだ作り、大学の時のバンドイベントなど「遊びの思い出」だったことをきっかけに、「遊び」で起業することを決意。その後、複数社での実績や資金を貯め、プレイライフ株式会社を創業した。
2022年2月1日「プレイライフ株式会社」から「バヅクリ株式会社」に商号を変更。